# Uruburetama
Uruburetama est une municipalité brésilienne de l’État du Ceará. En 2010, elle compte 20 991 habitants.

## Toponymie
« Uruburetama » est un mot dérivé de la langue tupi-guaraní qui signifie «pays des vautours », en combinant les termes uru'bu (corbeau, vautour, buse) et retama (terre).

## Géographique
Uruburetama est situé dans la région, à une distance d'environ 111 km, en ligne droite avec la capitale de l'État, Fortaleza.

## Histoire
La commune est située dans l'ancienne « sesmaria » (lotissement de terres coloniales) concédée au capitaine général Bento Coelho de Morais le 19 novembre 1720.
Ces terres ont été données au Père Estevão Velho Cabral de Melo pour héritage sacerdotal par Manuel Pereira Pinto, lieutenant-colonel, qui a reçu l'héritage du capitaine général Bento Coelho de Morais, son beau-père.
En 1761, le toponyme « Sítio Arraial » (Ranch Hamlet) apparaît pour la première fois dans un document selon lequel le père Estevão restitue la terre à ses donateurs, se réservant un quart de lieue.
En 1878, les Pères João Francisco Dias Nogueira et José Tomaz Albuquerque ont achevé l'actuelle église principale grâce aux dons de la population.
Le 1er août 1890, par le décret 34, la colonie fut élevée au rang de ville avec le toponyme de Saint-Jean d'Arraial. Mais l'année suivante, par décision judiciaire, le conseil fut dissous et rattaché aux municipalités de San Francisco (aujourd'hui Itapajé) et Itapipoca.
Le 28 juillet 1899, par la loi 526, le village fut restauré sous le nom de « Saint Jean Uruburetama ».
Le village a été élevé au rang de ville sous le nom d'« Arraial » en 1931, en vertu du décret d'État 262 du 28 juillet 1931. Cependant, le nom a été remplacé par « Uruburetama » en 1938. À l'époque, la commune était composée de districts : Uruburetama ( siège), Curu (aujourd'hui São Luís do Curu), Natavidade (Cemoaba), Riachuelo (aujourd'hui Umirim) et Tururu, tous indépendants désormais.
La municipalité comprend les districts d'Uruburetama, Santa Luzia, Itacolomy, Retiro, Severino, Canto Escuro, Bananal et Tamboatá.

### Villes autour d'Uruburetama
Le schéma ci-dessous montre les villes situées à 40 km près d'Uruburetama.

## Source
- (pt) Cet article est partiellement ou en totalité issu de l’article de Wikipédia en portugais intitulé « Uruburetama » (voir la liste des auteurs).

- (en) Cet article est partiellement ou en totalité issu de l’article de Wikipédia en anglais intitulé « Uruburetama » (voir la liste des auteurs).